# Nerophis maculatus
Il pesce ago macchiato (Nerophis maculatus Rafinesque, 1810) è un pesce osseo marino appartenente alla famiglia Syngnathidae.

## Distribuzione e habitat
Questa specie è diffusa nell'Oceano Atlantico orientale, dal Portogallo alle Azzorre, e nel Mar Mediterraneo, più frequente nel Mar Adriatico e nel Mediterraneo occidentale. Apparentemente occupa un areale disgiunto in varie aree ed è incerto se la sua distribuzione non sia più ampia e continua. 
Popola fondi rocciosi ricchi di vegetazione algale di Ulva, Cystoseira e altre alghe fotofile e praterie di Posidonia oceanica, fino a una profondità massima di 30 metri.

## Descrizione
Il corpo è sottile e molto allungato, cilindrico, quasi filiforme; la coda è molto sottile. La testa è molto piccola, lunga tra 1/15 e 1/18 della lunghezza totale, con muso rivolto leggermente all'insù. Gli anelli ossei tipici dei dìsignatidi sono poco rilevati e il pesce ha un aspetto liscio; questi anelli sono in numero di 78-92, dei quali 20-23 posti anteriormente all'apertura anale. Mancano tutte le pinne eccettuata la pinna dorsale, che è posta in posizione più prossima alla testa che all'estremità caudale ed ha 24-30 raggi, tutti molli.
La livrea mostra un forte dimorfismo sessuale. Il maschio ha colore di fondo beige con toni rosati e talvolta rosso, il corpo è cosparso di macchioline chiare non sempre ben definite. La femmina matura ha colore di fondo giallastro o verdastro con numerose sottili strisce verticali rosse e blu maggiormante visibili nella regione ventrale. Entrambi i sessi hanno una caratteristica linea bianca che si interrompe in più punti fra l'opercolo e la punta del muso attraversando l'occhio.
Raggiunge una lunghezza massima di 30 cm nelle femmine e di circa 20 cm nei maschi.

## Biologia
Poco nota.

### Riproduzione
È specie ovovivipara: la femmina depone le uova in una tasca addominale del maschio posta sotto la coda, le uova sono disposte in 3-4 file e hanno forma non regolare. I neonati hanno ampie pinne pettorali senza raggi e parte del corpo orlata da una pinna impari; queste pinne verranno perdute con lo sviluppo. 

### Alimentazione
Si nutre di zooplancton.

## Pesca
Questa specie non è soggetta a pesca.

## Conservazione
La IUCN classifica N. maculatus come specie con dati insufficienti. Si tratta infatti di una specie elusiva e poco studiata della quale non si sa nulla né sullo stato delle popolazioni né sull'effettiva estensione dell'areale. Una possibile minaccia sta nella recessione delle praterie di Posidonia oceanica alle quali la specie è strettamente legata.